# Sirawai
Sirawai ist eine philippinische Stadtgemeinde in der Provinz Zamboanga del Norte. Sie hat 28.799 Einwohner (Zensus 1. August 2015).

## Baranggays
Sirawai ist politisch in 34 Baranggays unterteilt.
- Balatakan
- Balonkan
- Balubuan
- Bitugan
- Bongon
- Catuyan
- Culasian
- Danganon
- Doña Cecilia
- Guban
- Lagundi
- Libucon
- Lubok
- Macuyon
- Minanga
- Motong
- Napulan
- Panabutan
- Piacan
- Pisa Itom
- Pisa Puti
- Piña
- Pugos
- Pula Bato
- Pulang Lupa
- Saint Mary (Pob.)
- San Nicolas (Pob.)
- San Roque (Pob.)
- San Vicente (Pob.)
- Sipakit
- Sipawa
- Sirawai Proper (Pob.)
- Talabiga
- Tapanayan